# Branimír
Branimír nebo Branimir, je mužské křestní jméno slovanského původu. Vykládá se jako „braň svět“, „braň mír“, případně „bojuj za svět“. Jeho hovorová podoba je Branko.
Podle českého kalendáře má svátek 3. září.

## Branimír v jiných jazycích
- Bulharsky: Branimir nebo Branimer
- Сhorvatsky: Branimir

## Známí nositelé jména
- Branimir, chorvatský kníže (9. st.)
- Branimir Glavaš – chorvatský pravicový politik
- Branimir Kostadinov – bulharský fotbalista